# Biberbachtal-Holzbachtal
Biberbachtal-Holzbachtal ist ein mit Verordnung der Unteren Naturschutzbehörde beim Landratsamt Biberach vom 14. Juli 2000 ausgewiesenes Landschaftsschutzgebiet (LSG-Nummer 4.26.044).

## Lage und Beschreibung
Das 97,092 Hektar große Gebiet besteht aus zwei Teilen und liegt zwischen Altheim und Langenenslingen. Zwischen beiden Gemeinden liegt die Gemeinde Altheim (bei Riedlingen). Das Gebiet gehört zum Naturraum Donau-Ablach-Platten.
Laut Steckbrief handelt es sich um ein noch relativ naturnahes Wiesentälchen mit Feucht- und Nasswiesen, Schilfröhricht und landschaftsprägenden Bachufergehölzen.
Im Ostteil des Landschaftsschutzgebiets liegt das Naturschutzgebiet Storchenwiesen.
Die namensgebenden Gewässer Biberbach und Holzbach fließen im Landschaftsschutzgebiet.

## Schutzzweck
Schutzzweck ist gemäß Schutzgebietsverordnung
- die durch das reich strukturierte Landschaftsbild und den ausgewogenen Naturhaushalt bedingte Vielfalt, Eigenart und Schönheit der Landschaftsteile zu erhalten,
- die typischen, landschaftsbildprägenden und ökologisch wertvollen Kulturlandschaftselemente wie Waldflächen, Feldhecken, Feldgehölze, Feldraine, Steinriegel, Einzelbäume, Baumgruppen, Streuobstwiesen, Magerrasen, Wacholder, Felsen, Gewässerläufe, Ufergehölze und Röhrichte zu erhalten,
- die unverbauten und landschaftsästhetisch wertvollen Teile der Gemarkungen von Altheim und Langenenslingen als lokal und regional bedeutsame Erholungsräume zu erhalten.